# Iwamizawa
Iwamizawa (Japans: 岩見沢市, Iwamizawa-shi) is een Japanse stad in de prefectuur Hokkaido. De stad is de hoofdstad van de subprefectuur Sorachi. In 2014 telde de stad 86.291 inwoners. 

## Geschiedenis
Op 1 april 1943 werd Iwamizawa benoemd tot stad (shi). In 2006 werd de gemeente Kurisawa (栗沢町) en het dorp Kita (北村) toegevoegd aan de stad.

## Partnersteden
- Pocatello, Verenigde Staten

Subprefecturen:
Hidaka · Hiyama · Iburi · Ishikari · Kamikawa · Kushiro · Nemuro · Okhotsk · Oshima · Rumoi · Shiribeshi · Sorachi · Soya · Tokachi

Steden:
Abashiri · Akabira · Asahikawa · Ashibetsu · Bibai · Chitose · Date · Ebetsu · Eniwa · Fukagawa · Furano · Hakodate · Hokuto · Ishikari · Iwamizawa · Kitahiroshima · Kitami · Kushiro · Mikasa · Monbetsu · Muroran · Nayoro · Nemuro · Noboribetsu · Obihiro · Otaru · Rumoi · Sapporo (hoofdstad) · Shibetsu · Sunagawa · Takikawa · Tomakomai · Utashinai · Wakkanai · Yubari